# É Segredo!
É Segredo! foi o enredo apresentado pela Unidos da Tijuca no desfile das escolas de samba do Rio de Janeiro do carnaval de 2010. O samba-enredo homônimo foi composto por Júlio Alves, Marcelinho Calil e Totonho, sendo interpretado no desfile por Bruno Ribas. Com o desfile, a escola conquistou o seu segundo título de campeã do carnaval carioca, 74 anos depois da primeira conquista, no carnaval de 1936. Também foi a primeira vitória do carnavalesco Paulo Barros na elite do carnaval. O enredo, assinado por Paulo, tem como tema o segredo e aborda os grandes mistérios da humanidade e da natureza; passando por pessoas e personagens misteriosos, como os super-heróis; além de truques de mágica e ilusionismo. O tema e o título do enredo foram sugeridos ao carnavalesco através do Orkut, por um adolescente de quinze anos chamado Vinícius Conceição Ferraz.
A Tijuca foi a terceira escola a desfilar na primeira noite do Grupo Especial, posição em que, até então, nenhuma agremiação havia sido campeã, iniciando sua apresentação na madrugada da segunda-feira de carnaval, dia 15 de fevereiro de 2010. O desfile marcou o retorno de Paulo Barros à Tijuca e a estreia do primeiro casal de mestre-sala e porta-bandeira Giovanna Justo e Marquinhos na escola, após quinze anos na Mangueira. O desfile teve ainda Mestre Casagrande comandando os 260 ritmistas da Bateria Pura Cadência e a modelo Adriane Galisteu como Rainha da Bateria.
O desfile foi amplamente elogiado pela imprensa especializada, ganhando adjetivos como "histórico" e "arrebatador"; e o trabalho de Paulo Barros foi classificado como "revolucionário". A escola recebeu diversos prêmios, dentre eles o Estandarte de Ouro.  A Tijuca foi campeã com cinco décimos de vantagem sobre a vice-campeã, Grande Rio. A escola recebeu cinco notas abaixo da máxima, sendo que quatro foram descartadas seguindo o regulamento do concurso. Com isso, a agremiação perdeu apenas um décimo na avaliação oficial. Um dos destaques do desfile foi a Comissão de Frente, coreografada por Priscilla Mota e Rodrigo Negri, em que bailarinas trocavam de roupa em segundos através de um truque de ilusionismo. Vencedora de todos os prêmios de carnaval, a Comissão é considerada antológica e um marco que influenciou o quesito nos anos seguintes. Apesar da ampla maioria de elogios, o campeonato da Tijuca levantou o debate sobre a "espetacularização" dos desfiles e o excesso de truques e coreografias, algo que já era discutido sobre os trabalhos anteriores de Paulo Barros.

## Antecedentes

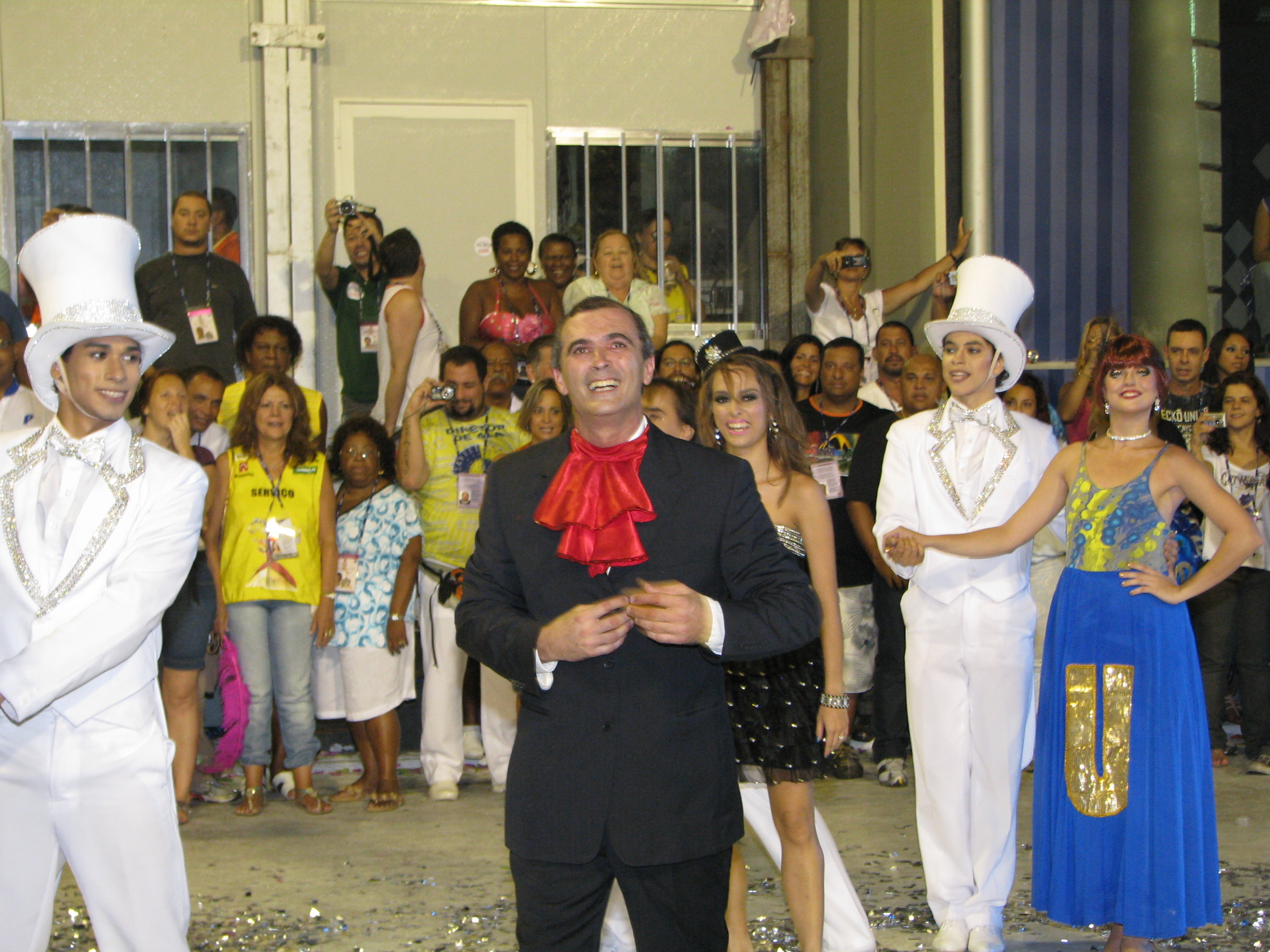
O carnavalesco Paulo Barros (ao centro) junto com a histórica comissão de frente do desfile de 2010.

Após uma década de trabalho nos grupos de acesso, o carnavalesco Paulo Barros ganhou a chance de estrear na elite do carnaval em 2004, pela Unidos da Tijuca. Com criatividade, alegorias coreografadas e visual moderno, o carnavalesco iniciou uma transformação estética no carnaval e a Tijuca deu uma guinada em sua história, se colocando entre as protagonistas da festa. Em 2004, o grande sucesso de Paulo no desfile da Tijuca foi o carro do DNA, no qual componentes coreografados formavam uma espiral representando a sequência genética humana. A escola foi vice-campeã, seu melhor resultado desde o título de 1936. Nos anos seguintes, Paulo e Tijuca repetiram a fórmula, conquistando mais um vice (em 2005) e o sexto lugar em 2006. Para o carnaval seguinte, Paulo de transferiu para a Unidos do Viradouro, conquistando o quinto lugar em 2007 e o sétimo em 2008. A Unidos da Tijuca, sem Paulo, apostou no talento de Luiz Carlos Bruno, que manteve o estilo leve e criativo do carnavalesco anterior. Nos dois primeiros anos sem Paulo, a Tijuca se saiu melhor que o ex-carnavalesco. Conquistou a quarta colocação em 2007 e o quinto lugar em 2008. Demitido da Viradouro, Paulo Barros foi contratado pela Unidos de Vila Isabel para se juntar à Alex de Souza na preparação para o carnaval de 2009, onde juntos conquistaram o quarto lugar. A Tijuca se manteve com Luiz Carlos Bruno, mas se classificou em nono lugar, seu pior resultado desde 2004. Após três anos separados, Paulo Barros foi recontratado pela Unidos da Tijuca para fazer o carnaval de 2010.
"O sentimento é de que eu voltei para casa. Tenho me dedicado muito à escola. Foi bom sair daqui, pude percorrer outros lugares e fazer ótimos amigos. Acredito que essas férias também foram boas para a Tijuca. Hoje vejo que nossas identidades foram misturadas. Não sei mais quem é o Paulo e quem é a Tijuca."
— Carnavalesco Paulo Barros sobre seu retorno à Unidos da Tijuca.

A Tijuca também dispensou o casal de mestre-sala e porta-bandeira Rogerinho e Lucinha Nobre e contratou Marquinhos e Giovanna Justo, que estavam na Mangueira desde 1995. Marquinhos e Giovanna foram o único casal a receber nota máxima no carnaval de 2009. No dia 30 de junho de 2009 foi sorteada a ordem dos desfiles para o carnaval de 2010. A Tijuca foi sorteada para ser a terceira escola da primeira noite, uma posição em que, até então, nenhuma escola havia sido campeã.

## O enredo
"Não era um tema histórico e, ao mesmo tempo, era inédito, por isso combinava mais com o Paulo [...] Em maio do ano passado, encontrei ele no Orkut e enviei por depoimento o nome do enredo, ‘É Segredo!’, e expliquei em poucas palavras que a ideia era contar a história dos grandes segredos da humanidade [..] Eu estava com muita esperança quando mandei a sugestão, mas depois, como ele só respondeu um ‘muito obrigado’, achei que a história não daria em mais nada [...] Quando soube da escolha, fiquei tão feliz que não conseguia acreditar".

— Vinícius Conceição Ferraz, adolescente que sugeriu o tema do enredo ao carnavalesco Paulo Barros.

O enredo foi divulgado oficialmente na noite da quarta-feira, dia 1 de julho de 2009, na quadra da Tijuca, durante uma reunião do carnavalesco Paulo Barros com os compositores da escola. Na ocasião também foi divulgada a sinopse do enredo, assinada por Paulo Barros, Isabel Azevedo, Ana Paula Trindade e Simone Martins. O enredo aborda os grandes mistérios da humanidade e da natureza; passando por pessoas e personagens misteriosos; além truques de mágica e ilusionismo. O tema e o título do enredo foram sugeridos por um adolescente de quinze anos chamado Vinícius Conceição Ferraz. O jovem enviou a ideia ao carnavalesco Paulo Barros, em maio de 2009, através de um depoimento (mensagem) na rede social Orkut, extinta em 2014. Vinícius sugeriu um enredo sobre os mistérios da humanidade, inspirado no livro Atlantis, do escritor David Gibbins. Na época, Paulo respondeu a Vinícius, agradecendo a sugestão. Mas o adolescente só ficou sabendo do enredo pelo jornal, com a divulgação feita pela escola, em julho de 2009; e só conheceu Paulo Barros pessoalmente duas semanas antes do desfile. Vinícius, que é torcedor do Salgueiro, desfilou na Tijuca a convite de Paulo.
Desenvolvimento

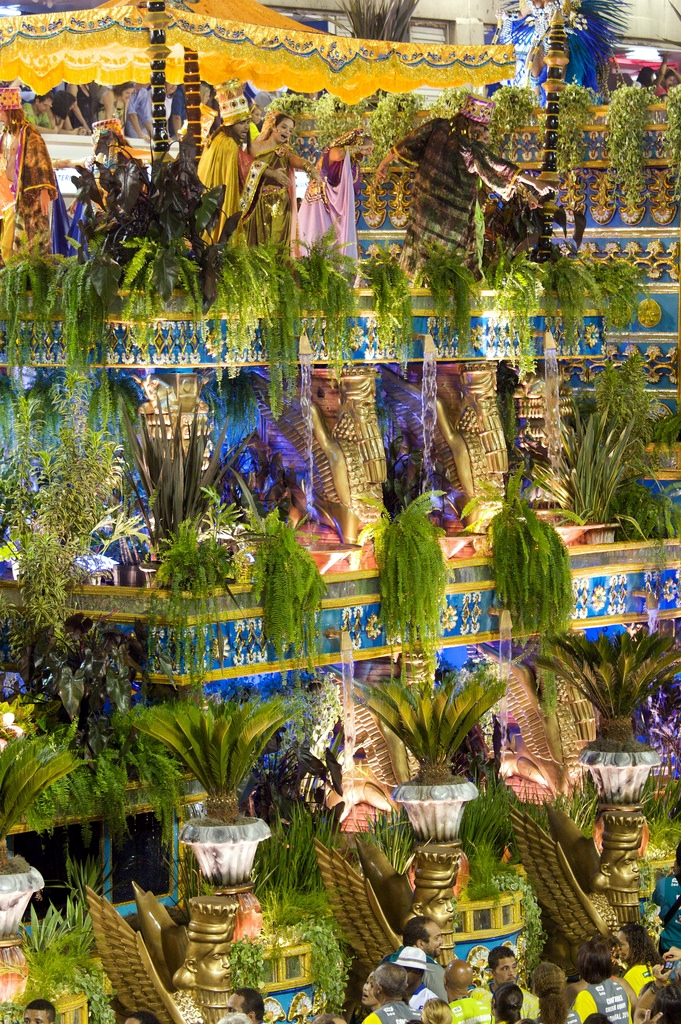
Detalhe da segunda alegoria do desfile, que abordou a misteriosa existência dos Jardins Suspensos da Babilônia.

No desfile, o enredo foi desenvolvido em um preâmbulo e cinco setores. O primeiro setor ("Conta a Lenda...") abordou lendas e histórias misteriosas como a Atlântida, um continente perdido no fundo do mar; o mistério do que seria e onde estaria o Santo Graal; o misterioso desaparecimento da Arca da Aliança; o paradeiro das minas do Rei Salomão; e as existências não comprovadas do cavalo de Troia e dos Jardins Suspensos da Babilônia.
O segundo setor ("Vestígios") aborda o trabalho de arqueologia e a procura por fragmentos de matéria que expliquem a antiguidade. Neste setor foram abordadas as teorias sobre as marcas e inscrições humanas na Pedra da Gávea; o Mapa de Piri Reis, elaborado em 1513 com coordenadas que só seriam oficialmente reconhecidas anos depois de sua criação; a procura pela localização do túmulo de Cleópatra; histórias sobre naufrágios de navios carregados de tesouros; e as profecias da Civilização Maia.
O terceiro setor ("Identidade Secreta") trata de pessoas e personagens misteriosos, que escondem a própria identidade, como ninjas, mafiosos e super-heróis. Também foi lembrada a dançarina Mata Hari, que assumia personalidades diferentes; além do Fantasma da Ópera e dos bailes de máscaras. O setor quatro ("Investigação"), como o próprio título esclarece, abordou investigadores e objetos de investigação. Foram lembradas as figuras dos detetives, representados pelo personagem Dick Tracy; os hackers; OVNIs e extraterrestres; as fórmulas secretas dos produtos; o Triângulo das Bermudas, área conhecida pelo desaparecimentos de aviões, barcos e navios, para os quais se popularizaram explicações extrafísicas e/ou sobrenaturais; e a Área 51, também alvo de diversas teorias conspiratórias. O quinto e último setor tem como título "A Tentação É Descobrir", verso do refrão do samba-enredo do desfile. O setor trata do ilusionismo. São abordados o truque do coelho na cartola; o uso de roupas camufladas como tática de guerra; e as camuflagens na natureza.

## O samba-enredo

### Processo de escolha
A disputa de samba-enredo da Unidos da Tijuca teve início em 15 de agosto de 2009 com a inscrição de dezessete sambas concorrentes das seguintes parcerias: Lula e Marcio Biju (1); Fabão (2); David Power (3); Sereno, Helinho 107, Catranca e Nelson Luiz (4); Juarez Amizade, Valdo e Rodolfo Caruzo (5); Gilmar L. Silva, Jurandir, Fernandão e Tico da Mikinha (6); Zezinho Professor, Robertinho do Verdun, Luiz Intimidade e Roudney (7); Dudu Linhares e André Cabeção (8); Beto Savanna, Daniel D'almeida, Telmo Augusto e André Kbça (9); Marco Moreno, Gegê Fernandes e Délio (10); Henrique Badá, Serginho Machado, Leco da ALERJ e Marquinhos Marinho (11); Cathola (12); Júlio Alves, Marcelo e Totonho (13); Enilson, Ricardo Faria e Joel Swing (14); Vicente das Neves, Gilberth Castro, Wanderley e Roberto Eloy (15); Ivinho do Cavaco, Jayme Cesar, João Osasco e Renan Chaves (16); e Beto do Pandeiro e Marcelo Caçapa (17).
A final da disputa foi realizada na quadra da escola, na madrugada do domingo, dia 18 de outubro de 2009. Três parcerias disputaram a final: o samba de Badá, Marquinho Mariano, Serginho Machado e Leco da Alerj; o samba de Beto Savanna, Daniel D'Almeida, Telmo Augusto e Andre Kbça; e o samba de Júlio Alves, Totonho e Marcelo. Quase às sete horas da manhã do domingo, a diretoria da escola anunciou a vitória da obra composta por Júlio Alves, Marcelinho Calil e Totonho. Foi a terceira vitória de Totonho na Unidos da Tijuca e a quarta de Júlio, autor dos sambas de 2006, 2008 e 2009 da escola. Dias depois da escolha, o samba da Tijuca foi gravado pelo intérprete Bruno Ribas, ao vivo, na Cidade do Samba, com a bateria e alguns componentes da escola. A obra da Tijuca é a faixa nove do álbum Sambas de Enredo 2010, lançado em 2 de dezembro de 2009.

### Crítica especializada
João Pimentel, do jornal O Globo, classificou o samba da Tijuca como bom, apontando que a obra tem "uma boa melodia e um refrão bacana". Leonardo Bruno, do jornal Extra, deu nota 9,2 para o samba e argumentou que a obra tem "melodia simples, com algumas passagens interessantes", mas "uma letra que esconde o tema". Fábio Rodrigues, do Jornal Inverta, apontou que o samba "da primeira parte até o refrão do meio cumpre de forma bem simples o seu papel. Da segunda parte em diante, cresce em termos de letra e melodia". Para Bruno Guedes, do site especializado Sambario, "a melodia do samba é recheada de coisas que já ouvimos, mas tem desenvolvimento certo, feito com bom gosto e que anima. A letra tem algumas tiradas interessantes e boa colocação, apesar de demonstrar a fragilidade do tema". Segundo João Marcos, também do Sambario, o samba é "certinho, redondo em melodia, mas cansativo [...] O refrão do meio não tem grande força e o de cabeça é apenas correto. A letra é pontual, sem nenhuma sacada brilhante e também deixa o ouvinte um pouco perdido quanto ao foco do enredo".

## O desfile
A Unidos da Tijuca foi a terceira escola a desfilar na primeira noite do Grupo Especial. O desfile teve início à meia-noite e dois minutos da segunda-feira, dia 15 de fevereiro de 2010. A escola encerrou sua apresentação recebendo gritos de "é campeã" do público presente. O desfile teve uma hora e dezenove minutos de duração. Antes mesmo do desfile a escola já era apontada por especialistas como uma das favoritas ao título. Enquanto a maioria das agremiações preparou de sete a oito alegorias, Paulo Barros apostou em um desfile mais enxuto com seis carros alegóricos. O carnavalesco também fez uso de plumas em algumas fantasias, algo raro em seus desfiles anteriores. Abaixo, o roteiro do desfile e o contexto das alegorias e fantasias apresentadas.
| Roteiro do desfile |
| Abertura: "O Tempo É o Grande Mágico" |
| --- |
| Comissão de Frente: "Nem Tudo o Que Se Vê É o Que Parece Ser" O último figurino da Comissão com as saias formando a palavra "Tijuca". Na Comissão de Frente do desfile, componentes realizavam trocas rápidas de roupas usando um truque de ilusionismo conhecido como Quick-change. Quinze componentes participavam da apresentação, sendo nove homens e seis mulheres. Os homens, vestidos de branco, representavam os mágicos, e as mulheres, as assistentes que trocam de roupa. As mulheres realizaram cinco trocas de roupa, usando seis vestidos diferentes. No último figurino, cada saia tinha uma letra que, juntas, formavam a palavra "Tijuca". A base do truque está na sobreposição de roupas: as mulheres utilizam as seis roupas uma sobre a outra. A troca é facilitada pela utilização de zíperes, velcros, imãs e ganchos, que propiciam a retirada da roupa de forma rápida. Para esconder as trocas, as mulheres eram cobertas por tubos de tecido; depois, um tecido vermelho de cinco metros, era passado por cima delas; e no último truque, as mulheres eram cobertas por uma chuva de papel picado enquanto realizavam a troca. Foram três meses desde que Paulo Barros teve a ideia, assistindo a um vídeo na internet, até descobrir como colocá-la em prática; e mais quatro meses de ensaio e de confecção dos vestidos, com tecidos e cores testados exaustivamente até chegar ao modelo final. Os ensaios só foram realizados com os vestidos prontos cerca de um mês antes do desfile. A comissão foi coreografada pelo casal Priscilla Mota e Rodrigo Negri, bailarinos do Teatro Municipal do Rio de Janeiro e coreógrafos da Unidos da Tijuca desde 2008. Segundo Priscila, "ao contrário do que muita gente pensou, a comissão não foi formada por mágicos, e sim bailarinos". Priscilla e Rodrigo testaram mais de quarenta mulheres - entre dançarinas, atrizes e artistas de musicais - antes de escolher o grupo final. Foram escolhidas mulheres de peso e altura semelhante. Para deixá-las mais parecidas, as dançarinas foram maquiadas de forma a ficarem com narizes, olhos, sobrancelhas e tom da pele semelhantes. O processo de maquiagem durou seis horas. A estrutura que acompanhou a Comissão serviu para esconder os demais componentes. As dezoito mulheres formavam três grupos de seis que se revezavam durante o desfile. Enquanto seis se apresentavam, as outras ficavam escondidas numa estrutura metálica de 63 metros quadrados coberta com cortinas pretas que acompanhava a comissão. O local era um camarim onde ficavam, além dos outros dois elencos, quatro figurinistas e quatorze empurradores. Todos deviam ficar escondidos porque, segundo o regulamento do concurso, as comissões de frente só poderiam ter quinze pessoas aparentes. Ao todo, a comissão custou cerca de 200 mil reais. Foram gastos mais de mil metros de tecido com os vestidos; mais seis panos vermelhos de cinco metros; e oitenta quilos de papel picado. Tudo foi comprado e confeccionado a mais para o caso de algo dar errado. A Comissão de Frente teve direção e coreografia de Priscilla Mota e Rodrigo Negri; preparação teatral com o ator Roberto Lima; figurinos de Bruna Bee; maquiagem e caracterização de Fabiana Gomes e produção de Barbara Lima e Reinaldo Barros. |
| Primeiro Casal de Mestre-Sala e Porta-Bandeira (Marquinhos e Giovanna Justo): "As Joias do Alquimista" A fantasia do primeiro casal de mestre-sala e porta-bandeira, formado por Marquinhos (Marcos Rodrigues) e Giovanna Justo, representou as joias produzidas pelo alquimista Conde de Cagliostro. Segundo a sinopse do enredo, Cagliostro ganhou fama como "o grande mago que detinha o segredo de produzir diamantes a partir da alquimia". |
| Guardiões do Primeiro Casal: "O Imaginário Popular Sobre os Alquimistas" O primeiro casal foi acompanhado por dezoito componentes fantasiados, chamados de "guardiões", cuja fantasia representava "o imaginário popular sobre os alquimistas". Os guardiões protegiam a evolução do casal e "guardava o segredo das joias". |
| Ala 1 (Velha Guarda): "Os Mestres da Escola" A primeira ala do desfile foi formada pela Velha Guarda da escola, representando eles mesmos, os integrantes que guardam o conhecimento e a memória da agremiação. 41 integrantes desfilaram na ala. |
| Ala 2: "Exército Romano" Um dos grandes mistérios da Humanidade, a destruição da Biblioteca de Alexandria foi retratada na segunda ala e na primeira alegoria. O desfile abordou a teoria de que um incêndio foi provocado pelo Exército Romano por ordem do imperador Aureliano. A ala apresentou uma coreografia integrada ao carro abre-alas (que representava a Biblioteca). Em certo momento da coreografia, os componentes, fantasiados de Exército Romano, abriam caminho para o destaque de chão Ricardo de La Rosa, fantasiado de Imperador Aureliano, que caminhava até a alegoria e simulava colocar fogo na Biblioteca. Componentes trajavam fantasia nas cores branco e dourado com inspiração nos trajes dos soldados romanos. |
| Alegoria 1: "E Assim Nasceram Muitos Segredos..." O carro abre-alas representou a Biblioteca de Alexandria. No momento em que o destaque de chão, representando o Imperador Aureliano, tocava na alegoria, um efeito de fogo era realizado no carro. 150 turbinas de ventilador e dezesseis máquinas de fumaça junto a um jogo de luzes simulavam um incêndio. As turbinas "sopravam" fios dourados para cima, criando as chamas fictícias. As paredes móveis do carro giravam e revelavam componentes que estavam dentro da estrutura. As paredes estavam decoradas com imagens da antiguidade, representando as histórias que foram perdidas no incêndio. Na frente da alegoria, reproduções de esculturas gregas, como o Grupo de Laocoonte. Destaques de Luxo: Carla Horta com a fantasia "Sabedoria Helenística". João Helder com a fantasia "Alexandre, o Grande". |
| Setor 1: "Conta a Lenda..." |
| Ala 3: "O Continente Perdido" A terceira ala representou a lenda da Atlântida, um continente que teria se perdido ao afundar no mar. |
| Ala 4: "Uma Relíquia Sagrada" A quarta ala simbolizou o mistério do que seria o Santo Graal e qual seria a sua origem. O mistério rendeu várias interpretações ao longo dos tempos. |
| Ala 5: "A Arca Celestial" / Elemento cenográfico: "Arca Sagrada" A ala simbolizou o misterioso desaparecimento da Arca da Aliança, descrita na Bíblia como o objeto em que as tábuas dos Dez Mandamentos teriam sido guardadas, e também como veículo de comunicação entre Deus e seu povo. A arca foi utilizada pelos hebreus até seu desaparecimento. No meio da ala, em meio aos componentes, desfilou o elemento cenográfico "Arca Sagrada", uma reprodução da Arca da Aliança. |
| Ala 6: "As Fabulosas Minas do Rei" / Elemento cenográfico: "Rei Salomão" Ala coreografada em volta do elemento cenográfico "Rei Salomão", fazendo referência às histórias sobre Salomão e seu tesouro. Segundo o enredo, a localização de onde estariam enterradas as suas riquezas povoa o imaginário popular. |
| Ala 7: "Um Presente de Grego" / Elemento cenográfico: "Cavalo de Tróia" Ala coreografada em volta do elemento cenográfico "Cavalo de Tróia", representando a história do cavalo de madeira construído pelos gregos para surpreender os rivais troianos durante a Guerra de Troia. Dessa história surgiu a expressão "presente de grego" que dá nome à ala. |
| Ala 8 (Baianas): "Maravilhosos Jardins Suspensos" A fantasia das baianas simbolizou os Jardins Suspensos da Babilônia, uma das sete maravilhas do mundo antigo. A existência dos jardins é um mistério. Há falta de evidências e pouco se sabe sobre suas formas e dimensões. A ala foi composta por 110 baianas. |
| Alegoria 2: "Um Jardim em Segredo" A segunda alegoria também representou os Jardins Suspensos da Babilônia. Cinco mil mudas de plantas verdadeiras foram utilizadas para decorar o carro alegórico, que também fez uso de quatro mil litros de água em chafarizes e cascatas. Destaques de Luxo: Gloria Calill com a fantasia "Amitis". Tati Guimarães com a fantasia "O Mistério da Babilônia". |
| Setor 2: "Vestígios" |
| Ala 9: "Um Enigma de Pedra" A nona ala simbolizou a Pedra da Gávea. A montanha situada na Floresta da Tijuca, no Rio de Janeiro, tem uma rocha no formato de um rosto humano além de várias marcas que se parecem com inscrições humanas, o que leva a diversas teorias a cerca de seu passado. |
| Ala 10: "Qual o Mapa desse Segredo?" A décima ala representou o Mapa de Piri Reis, elaborado em 1513 pelo almirante otomano Piri Reis. O mapa mostra com razoável precisão regiões e marcações corretas que só seriam oficialmente reconhecidas anos depois de sua elaboração. |
| Ala 11: "Onde Jaz a Rainha?" / Elemento cenográfico: "Túmulo de Cleópatra" A ala fez referência ao mistério sobre a localização do túmulo de Cleópatra, a última governante ativa do Reino Ptolemaico do Egito. A ala foi coreografada, com diversos componentes "puxando" o elemento cenográfico que representava o túmulo de Cleópatra. |
| Segundo Casal de Mestre-Sala e Porta-Bandeira (Sandro Avelar e Patrícia Cristina): "Os Náufragos" O segundo casal simbolizou histórias sobre navios afundados. A porta-bandeira representou uma embarcação e o mestre-sala, um pirata. As fantasias foram criadas pelo carnavalesco Paulo Barros e confeccionadas por Ulisses Rabelo. O mestre-sala desfilou com uma máscara inspirada no pirata Davy Jones, personagem de Piratas do Caribe. |
| Ala 12: "O Grande Náufrago" A ala remeteu à história de um naufrágio de navios espanhóis, cheios de tesouros, que foram afundados pela Armada Holandesa no Século XVIII, e à tantas outras histórias sobre tesouros que foram parar no fundo do mar. |
| Ala 13: "As Profecias de Um Calendário" A ala representou o Calendário Maia, um sistema de calendários e almanaques distintos, usados pela civilização maia da Mesoamérica pré-colombiana. |
| Alegoria 3: "Em Busca do Tempo Perdido" A terceira alegoria simbolizou um pergaminho antigo com inscrições maias. Dentro do carro, componentes representam arqueólogos que ao longo dos tempos tentam desvendar os segredos de marcas e inscrições encontradas em pedras e escavações. Destaques de Luxo: Nabil com a fantasia "Mistério Maia". Delma com a fantasia "Tesouro de Yuiatan". |
| Setor 3: "Identidade Secreta" |
| Ala 14: "A Sedução do Disfarce" A ala remeteu à Mata Hari, uma dançarina dos Países Baixos, condenada à morte por fuzilamento, acusada de espionagem durante a Primeira Guerra Mundial. Durante o seu julgamento foram descobertas diversas mentiras que a dançarina contou ao longo da vida. Mata Hari usava sua beleza e poder de sedução para ludibriar os homens. |
| Ala 15: "Misteriosos Guerreiros" A ala representou os ninjas, agentes secretos do Japão feudal especializados em artes de guerra não ortodoxas. As funções do ninja incluíam espionagem, sabotagem, infiltração, assassinato e guerrilha assim como combate aberto em determinadas situações. |
| Ala 16 (Passistas): "Nos Palcos da Máfia" Na parte do desfile que tratou das misteriosas máfias, a Ala de Passistas da escola representou os artistas, bailarinos e dançarinos que entretêm os mafiosos em cassinos, teatros, restaurantes, entre outros lugares onde a máfia costumam se divertir. |
| Bateria Pura Cadência.Mestre Casagrande e Adriane Galisteu. Ala 17 (Bateria): "O Segredo da Cosa Nostra" A bateria "Pura Cadência" representou as máfias, organizações criminosas cujas atividades estão submetidas a uma direção de membros que sempre ocorre de forma oculta e que repousa numa estratégia de infiltração na sociedade civil e nas instituições. Uma das máfias mais conhecidas da Itália, a "Cosa Nostra", deu nome à ala. A bateria desfilou com 260 ritmistas sob o comando de Mestre Casagrande. Rainha da Bateria - Adriane Galisteu: "A Dama da Máfia" Rainha de bateria da Tijuca desde 2007, Adriane Galisteu desfilou à frente dos ritmistas da escola pela quarta vez. A apresentadora usou uma fantasia de melindrosa (termo típico dos anos 1920, usado para se referir ao estilo de vida das mulheres jovens, que usavam saias e cabelos curtos), com direito a peruca de corte chanel e piteira. Adriane desfilou grávida, com quinze semanas de gestação. Elemento cenográfico: "Packard 1930" A bateria foi acompanhada de um elemento cenográfico que retratou um carro da década de 1930. Em determinado momento do desfile foi realizada uma coreografia onde os ritmistas se dividiam e o Packard passava ao meio da bateria acompanhado por componentes interpretando mafiosos armados. Das armas dos mafiosos saíam bandeiras brancas com a inscrição "Paz". |
| Ala 18: "Quem É Você?" A ala fez referência aos bailes de máscara, onde foliões mascarados escondem sua identidade por de trás de uma fantasia. |
| Ala 19: "O Fantasma da Ópera" A ala remeteu ao romance francês de ficção gótica O Fantasma da Ópera, de Gaston Leroux. Na história, um fantasma aterroriza uma companhia de ópera francesa, mas se apaixona por uma jovem cantora, se revelando para a amada. |
| Ala 20: "A Liga da Justiça" A identidade secreta dos super-heróis foi abordada na ala vinte. Componentes vestiam fantasias variadas de super-heróis famosos como Batman, Robin, Superman, Mulher-Maravilha, Homem-Aranha, Flash, Lanterna Verde, Zorro, entre outros. |
| Alegoria 4: "Na Calada da Noite, Sempre Alerta..." Assim como a ala anterior, a quarta alegoria também retratou a identidade secreta dos super-heróis. A alegoria tinha uma rampa, de nove metros de comprimento, onde componentes fantasiados de Homem-Aranha subiam escalando e componentes fantasiados de Batman desciam esquiando, fazendo alusão às cenas de super-heróis voando sobre os prédios. Diferente das demais, a alegoria não tinha destaques de luxo. |
| Setor 4: "Investigação" |
| Ala 21: "Detetive" Componentes vestiam o figurino amarelo emblemático do detetive policial Dick Tracy. O personagem de tiras de quadrinhos tinha o faro apurado para desmascarar todo tipo de disfarce. |
| Ala 22: "À Sete Chaves" A ala remeteu à expressão "guardar à sete chaves", usada para indicar que algo está bem protegido ou que um segredo está bem guardado. |
| Ala 23: "Um Triângulo de Bermudas" A ala fez referência ao Triângulo das Bermudas, área situada no Oceano Atlântico entre as ilhas de Bermudas, Porto Rico, Fort Lauderdale e Bahamas. A região notabilizou-se como palco de diversos desaparecimentos de aviões, barcos e navios, para os quais se popularizaram explicações extrafísicas e/ou sobrenaturais. Componentes vestiam uma fantasia em forma de triângulo com bermudas penduradas. |
| Ala 24: "Piratas Cibernéticos" A ala simbolizou os hackers, indivíduos capazes de modificar secretamente os aspectos mais internos de dispositivos, programas e redes de computadores assim como decifrar códigos, descobrir senhas, desestabilizar sistemas, alterar softwares, etc. Á frente da ala, desfilou a destaque de chão Dayse de Souza com a fantasia "Invasão Virtual". |
| Ala 25: "Fórmula Secreta" A ala fez alusão à fórmulas secretas e poções mágicas manipuladas por magos e alquimistas. |
| Ala 26: "Tem ET na Área?" A vida extraterrestre é um dos maiores mistérios da humanidade. Na cultura popular dos EUA é difundida a teoria de que alienígenas foram capturados e são mantidos presos em instalações militares. |
| Alegoria 5: "Não Ultrapasse - Área de Segurança Máxima" A quinta alegoria abordou de forma cômica a Área 51, como é conhecida a base militar secreta da Força Aérea dos Estados Unidos localizada em Nevada. O objetivo principal da base é publicamente desconhecido. O intenso sigilo em torno do local fez com que surgissem diversas teorias conspiratórias como a lenda de que objetos voadores não identificados (OVNIs) e alienígenas são mantidos na base para estudo. A alegoria brincou com essas teorias apresentando componentes caracterizados de alienígenas vestindo a roupa listrada da prisão. Fã do cantor Michael Jackson, morto em 2009, ano anterior ao desfile, o carnavalesco Paulo Barros prestou uma homenagem ao cantor na alegoria. A parte da frente do carro alegórico se abria, de onde surgia Nikki Goulart, um imitador de Michael. Na traseira da alegoria, um painel com uma foto de Michael e a inscrição: "Michael vive em todas as estrelas. Deus te abençoe." Nas laterais, televisores exibiam o clipe de "Scream", música de Michael com sua irmã Janet Jackson, lançado em 1995. Na parte de cima do carro alegórico, componentes representavam alienígenas tomando banho de sol. Destaque de Luxo: Joubert com a fantasia "Mefistos". |
| Setor 5: "A Tentação É Descobrir" |
| Ala 27: "Abracadabra" A ala fez referência à truques de mágica e ilusionismo. A fantasia remete ao truque do coelho na cartola. |
| Ala 28: "No Campo de Batalha" A ala fez referência a um truque de ilusionismo utilizado em guerras. O uso de roupas camufladas é uma antiga tática de guerrilha utilizada por soldados para atravessar as linhas inimigas sem serem percebidos. Ao se misturarem com as folhagens naturais, os soldados são "confundidos" com a mata e a vegetação. À frente da ala, desfilou a destaque de chão Patrícia Shélida com a fantasia "Camuflagem". |
| Ala 29: "Na Natureza, Tudo se Transforma..." Componentes fantasiados de plantas formavam uma lagarta no meio da ala, em referência ao processo de mutação dos insetos, lembrando que as lagartas também se camuflam nas folhas. |
| Ala 30: "Quando Menos se Espera..." A ala simbolizou os animais aquáticos que possuem uma cor azulada que se mistura com as águas e os ajudam a se defender e a caçar. Os componentes vestiam fantasia de coral e carregavam um golfinho. Eles utilizavam um mecanismo que girava o golfinho como se o animal estivesse saltando, ressaltando que os golfinhos gostam de surpreender a todos com seus grandes saltos e mergulhos. |
| Ala 31: "O Disfarce Perfeito" Assim como as alas anteriores, a ala 31 representou os animais que se disfarçam para sobreviver em seu ambiente. Anfíbios saltadores possuem a incrível habilidade de se misturar e sumir entre as folhas e as árvores onde vivem. Cores, texturas e formas se confundem, proporcionando o esconderijo ideal. É difícil distingui-los, a não ser quando saltam rapidamente para caçar ou fugir de algum perigo. Na ala, coreografada, componentes desfilaram fantasiados de folhas marrons. No meio da ala, saltavam componentes vestidos de rãs, com fantasia na mesma tonalidade amarronzada dos integrantes fantasiados de folha. A coreografia simbolizou a camuflagem do anfíbio em meio a natureza. |
| Alegoria 6: "O Seu Olhar Vou Iludir" A sexta e última alegoria do desfile explorou os efeitos da ilusão de óptica. À primeira vista, a alegoria parecia não ter imagem ou forma definida, mas em determinado momento da coreografia, os componentes formavam um pavão, o símbolo oficial da Unidos da Tijuca. Cem componentes de cada lado, vestidos de preto, carregavam apetrechos que imitam penas de pavão. Os componentes também faziam uma coreografia girando sombrinhas com desenho espiral. O nome do carro alegórico foi retirado de um verso do refrão do samba-enredo da escola. Destaque de Luxo: Amanda Marques com a fantasia "Mimetismo Mulher". |
| Ala 32: "Compositores" O desfile foi encerrado com a Ala dos Compositores que, segundo o roteiro oficial, são "os mestres em compor os grandes hinos da escola". Os componentes vestiam roupa branca com detalhes em azul e amarelo, as cores da escola. |

## Recepção dos especialistas

Capa do Jornal Extra da quarta-feira de cinzas de 2010 apontando a Unidos da Tijuca como favorita ao título de campeã.

O desfile da Tijuca foi consagrado pela crítica carnavalesca. Em sua crônica sobre o desfile, o jornal O Globo listou a Unidos da Tijuca como uma das favoritas ao título, apontando que "A grife Paulo Barros desvendou os mistérios de um carnaval impecável; com o enredo 'É Segredo!', levou para a avenida um show de surpresas e de criatividade que arrebataram o sambódromo". O jornalista Rafael Galdo, também do jornal O Globo, classificou o desfile como "arrebatador". Artur Xexéo, também do jornal O Globo, defendeu o título de campeã para a Unidos da Tijuca, escrevendo que "Paulo Barros corre riscos e por isso se destaca [...] A imagem que vai ficar deste carnaval é a da comissão de frente da Unidos da Tijuca. Surpresa gera encantamento. E a Tijuca foi a única escola a encantar no carnaval de 2010". O pesquisador de carnaval Hiram da Costa Araújo classificou o trabalho de Paulo Barros como revolucionário e apontou o desfile da Tijuca como uma renovação do carnaval. Para os jurados do prêmio Estandarte de Ouro, a Tijuca realizou um desfile completo: "Se, em carnavais anteriores, a escola encantou o público com momentos inesquecíveis isoladamente, desta vez havia performances espetaculares inseridas num conjunto perfeito. A agremiação apresentou boa evolução, harmonia competente e um samba-enredo que funcionou ai ser cantado com muita garra pelos componentes. Mais uma vez o carnavalesco Paulo Barros brindou o público com sua criatividade e inovação".
Em sua crônica, o Jornal Extra apontou a escola como favorita, descrevendo que o desfile "deixou a multidão boquiaberta já na Comissão de Frente" e que o carnavalesco Paulo Barros foi ovacionado pelo público. O jornalista Leonardo Bruno, também do Jornal Extra, escreveu que a Unidos da Tijuca revolucionou a forma de fazer carnaval: "É o carnaval das transformações, que surpreende, faz rir, causa sensações". A Folha de S.Paulo também apontou a Tijuca como favorita, junto com a Vila Isabel, escrevendo que "Com um tema propício a brincadeiras visuais, a Unidos da Tijuca foi a que mais alegrou o público. A Comissão de Frente, em que mulheres trocavam de roupa várias vezes sem a plateia perceber o truque, já fez história. E o carnavalesco Paulo Barros, o mais importante da década, tem nova chance de conquistar seu primeiro título". Segundo o Estadão, a escola surpreendeu e ofuscou os desfiles de Salgueiro e Beija-Flor [...] E o show não ficou apenas na Comissão de Frente. A escola de Paulo Barros, o sucessor de Joãosinho Trinta na escala dos gênios carnavalescos, também emocionou pelo samba fácil e alegre e pela beleza das alegorias".

## Julgamento oficial
A Unidos da Tijuca foi campeã com cinco décimos de vantagem sobre a vice-campeã, Acadêmicos do Grande Rio. Foi o segundo título conquistado pela Tijuca na elite do carnaval. O anterior foi conquistado 74 anos antes, no carnaval de 1936. Com a vitória, a escola foi classificada para encerrar o Desfile das Campeãs, que foi realizado entre a noite de noite do sábado, dia 20 de fevereiro de 2010, e a madrugada do dia seguinte, no Sambódromo da Marquês de Sapucaí. No desfile, o carnavalesco Paulo Barros participou de um número de troca de roupa na comissão de frente. Além disso, a saia das bailarinas da comissão tinha a inscrição "campeã" ao invés de "Tijuca", a palavra usada no desfile oficial.

#### Justificativas
A Tijuca recebeu cinco notas diferentes de dez. Abaixo, as justificativas dos julgadores para os descontos:
- Jésus Figueiredo, do Módulo 1 de Bateria, deu nota 9,9 para a escola e alegou que "faltou pouco para que a criatividade da bossa ficasse compatível com a alta qualidade do arranjo" e também que o "intervalo de afinação entre os surdos de primeira e segunda estava pequeno".[52]
- Sérgio Naidim, do Módulo 4 de Bateria, deu nota 9,9 alegando que "uma das bossas poderia ser mais criativa se fosse mais longa e outra bossa "em forma de atabaques precisos e curtos [...] se encaixava com dificuldade no samba", ficando "um pouco forçada".[53]
- Alexandre Augusto Ribeiro Wanderley, do Módulo 5 de Samba-Enredo, deu nota 9,9 ao samba da escola alegando que a letra "carece de conteúdos e argumentos". Também apontou a repetição de diversas palavras na letra como "procurar"; "perdido"/"perdida"; "imaginação"; "segredo"; "revela"/"revelar"; e "esconde". Mas o julgador ressaltou que o samba foi bem cantado pelos componentes. A nota foi descartada por ter sido a menor do quesito.[54]
- Luis Carlos Correa, do Módulo 3 de Mestre-Sala e Porta-Bandeira, deu nota 9,9 para o primeiro casal da escola argumentando que eles deveriam "buscar elementos que os tornem mais criativos em seu bailado". Também apontou "falta de variedade de movimentos". A nota foi descartada por ter sido a menor do quesito.[55]
- Elizeu de Miranda Corrêa, do Módulo 5 de Enredo, deu nota 9,9 para a escola alegando que "o argumento defendido deixou algumas lacunas, e, portanto, não conseguiu solucionar a proposta na íntegra, dificultando o entendimento da leitura da narrativa plástica do enredo" e "algumas alas não conseguiram materializar a ideia, como, por exemplo, a ala 20". A nota foi descartada por ter sido a menor do quesito.[56]

## Premiações
Pelo seu desfile, a Unidos da Tijuca recebeu diversos prêmios, com destaque para a Comissão de Frente, que foi a mais premiada do ano. A escola também recebeu a maioria dos prêmios de melhor escola/desfile do ano.
- Estandarte de Ouro (O Globo)[6]

1. Melhor escola
2. Melhor comissão de frente

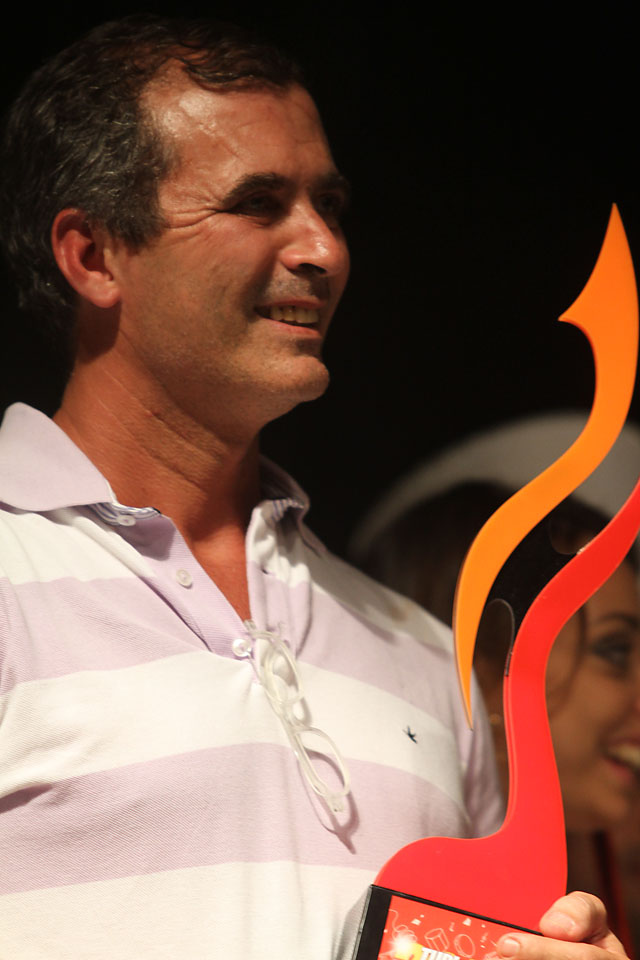
Paulo Barros recebendo o prêmio Tupi 2010 de melhor escola.

- Estrela do Carnaval (Site SRzd-Carnavalesco)[57][58]

1. Desfile do ano
2. Melhor comissão de frente
3. Melhor carnavalesco (Paulo Barros)
4. Melhor intérprete (Bruno Ribas)
5. Melhor conjunto de baianas

- Prêmio Plumas & Paetês Cultural [59]

1. Melhor carnavalesco (Paulo Barros)
2. Melhor intérprete (Bruno Ribas)
3. Melhor coreógrafo (Priscilla Motta e Rodrigo Negri)
4. Melhor diretor de carnaval (Ricardo Fernandes)
5. Melhor destaque performático (Joubert Moreno)
6. Melhor maquiador (Ulysses Rabelo)

- Prêmio S@mba-Net[60]

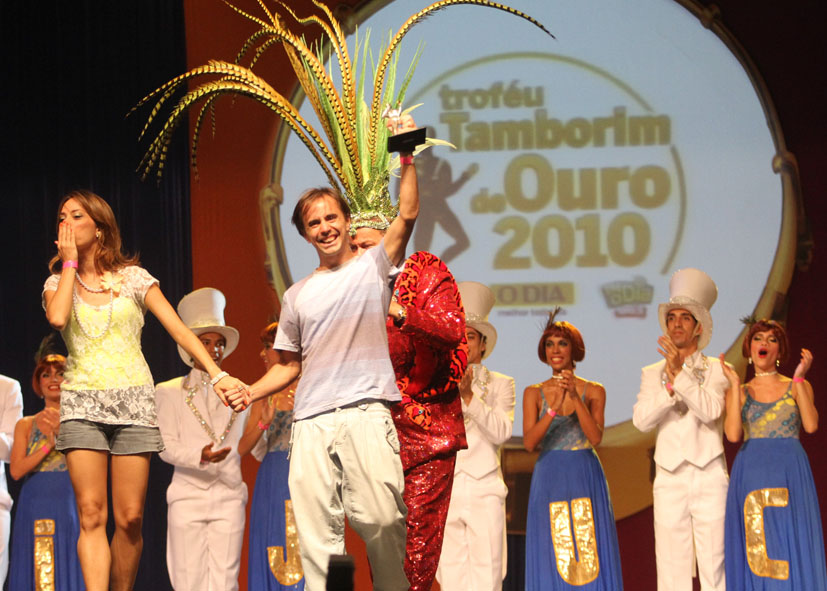
A comissão de frente da Unidos da Tijuca recebendo o prêmio Tamborim de Ouro.

1. Prêmio Especial (Unidos da Tijuca)

- Prêmio Sambario (Site Sambario)[61]

1. Melhor escola
2. Melhor comissão de frente
3. Melhor casal de mestre-sala e porta-bandeira (Giovanna Justo e Marquinhos)
4. Melhor alegoria ("Um Jardim em Segredo")
5. Personalidade (Paulo Barros)

- Tamborim de Ouro (Jornal O Dia)[62]

1. Melhor comissão de frente

- Troféu Manchete (Rádio Manchete)[63]

1. Melhor escola
2. Melhor comissão de frente

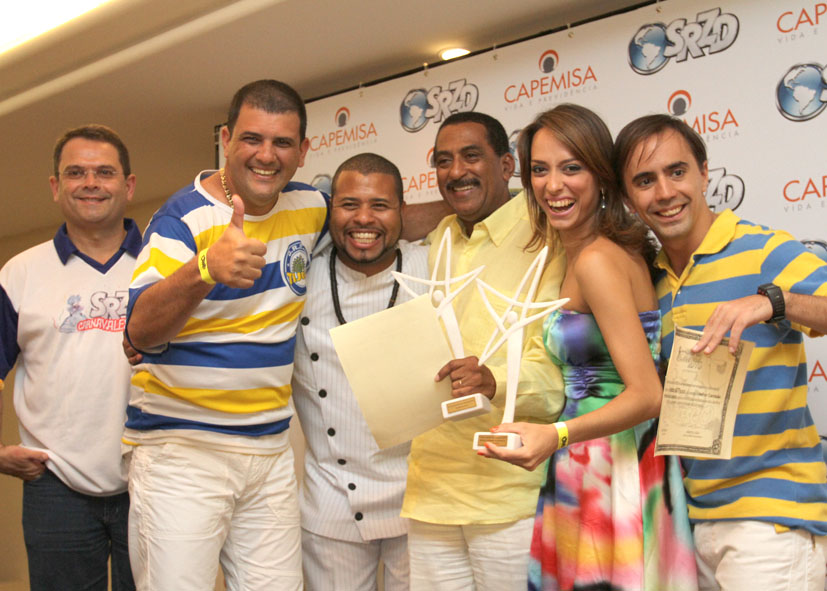
Equipe da Tijuca recebendo o prêmio Estrela do Carnaval.

- Troféu Tupi Carnaval Total (Super Rádio Tupi) [64]

1. Melhor escola
2. Melhor harmonia
3. Melhor comissão de frente
4. Melhor intérprete (Bruno Ribas)
5. Melhor carnavalesco (Paulo Barros)
6. Melhor rainha de bateria (Adriane Galisteu)

## Repercussão da vitória
"Estou muito feliz. Sinto que mereço esse resultado, a escola, a comunidade que foi tão fundamental, o presidente Fernando Horta. Com todo o respeito às outras escolas, o diferencial está aí. O moderno está aí [...] Esse título é a maior prova de que vale a pena ser ousado".

— Paulo Barros, carnavalesco da Tijuca, após o fim da apuração.
Ao final da apuração, o então prefeito do Rio de Janeiro, Eduardo Paes, divulgou uma nota oficial parabenizando a Unidos da Tijuca e o carnavalesco Paulo Barros. Segundo a nota de Paes, "Barros, com sua originalidade, tem sido o responsável nos últimos anos por alguns dos momentos mais marcantes e surpreendentes do Sambódromo. É muito bom ver que o talento e a criatividade dele, que imprimiram na Sapucaí um novo estilo de fazer carnaval, já tão reconhecidos pelo público e pela crítica, foram finalmente premiados". Rainha de bateria da escola, a apresentadora Adriane Galisteu disse que o título foi "mais do que merecido e esperado" e "faz justiça à história de Paulo Barros, que já vem fazendo um bom trabalho há muito tempo". O carnavalesco Paulo Barros também comemorou o título, disse que mereceu o resultado e que faz carnaval para o público e não para os jurados.
Em contraponto, a vitória da escola retomou uma discussão que já vinha ocorrendo há alguns anos, sobre o estilo "espetaculoso" dos desfiles de Paulo Barros. O carnavalesco era criticado por apostar em coreografias e teatralizações, o que, segundo seus críticos, prejudicaria o clima de liberdade do carnaval e deixaria o desfile artificial. Em artigo para o jornal O Globo, o jornalista e escritor Marcelo Moutinho ponderou sobre o desfile da escola: "O que havia, no desfile vitorioso em 2010, da tradicional escola de samba surgida em 1931 no Morro do Borel? Pouco, quase nada. Havia, sim, teatro. Pirotecnia. Efeitos especiais. Sub-Broadway". Segundo Moutinho, "quando cada componente – de carro e de chão – passa a ter uma 'função' rigorosa dentro do desfile, deixa de ser folião. E então nos distanciamos do conceito de escola de samba historicamente construído, que dá lugar a um 'espetáculo' no qual, assim como numa ópera, ou numa peça, os atores desempenham papel rígido. Pode ser genial, mas está longe de caracterizar a essência da festa de Momo". A presidente da comissão de carnaval da Mangueira, Nilcemar Nogueira, também demonstrou descontentamento com o resultado do carnaval: "Temos de valorizar o que é nosso, a nossa cultura. O trabalho do Paulo Barros foi belíssimo, mas eu ainda sou adepta do que é samba".

## Impacto
O principal impacto causado pelo desfile foi no quesito comissão de frente. Considerada antológica, a comissão de "É Segredo!" inaugurou um novo momento do gênero. A partir de 2010, as comissões de frente ganharam ares de superprodução. Passou a ser comum a utilização de truques de ilusionismo e o recurso de esconder componentes para não ultrapassar o limite exigido pelo regulamento. O sucesso da comissão rendeu diversos contratos para seus integrantes se apresentarem em shows e eventos. Com a vitória, a Unidos da Tijuca ganhou novos torcedores. Com rótulos de escola "original", "criativa" e que "desfila para o público", conquistaria outros dois títulos nos quatro anos seguintes, se tornando uma das principais agremiações do século XXI. Em texto de 2022, o jornalista Leonardo Bruno, do Jornal Extra, colocou o desfile entre os melhores do século ao lado de Mangueira 2002 e 2019, Beija-Flor 2007, Salgueiro 2009 e Grande Rio 2022.